# Линия Четвёртой авеню, Би-эм-ти
BMT Fourth Avenue Line (линия 4-й авеню) — линия Метрополитена Нью-Йорка, проходящая в основном под 4-й авеню, а также к северу от Пасифик-стрит, немного под улицами центрального Бруклина до тоннеля, связывающего с BMT Broadway Line в Манхэттене. Обслуживается маршрутами: D (круглосуточно), N (круглосуточно), R (круглосуточно) и W (часть рейсов в часы пик в пиковом направлении).

## Трассировка

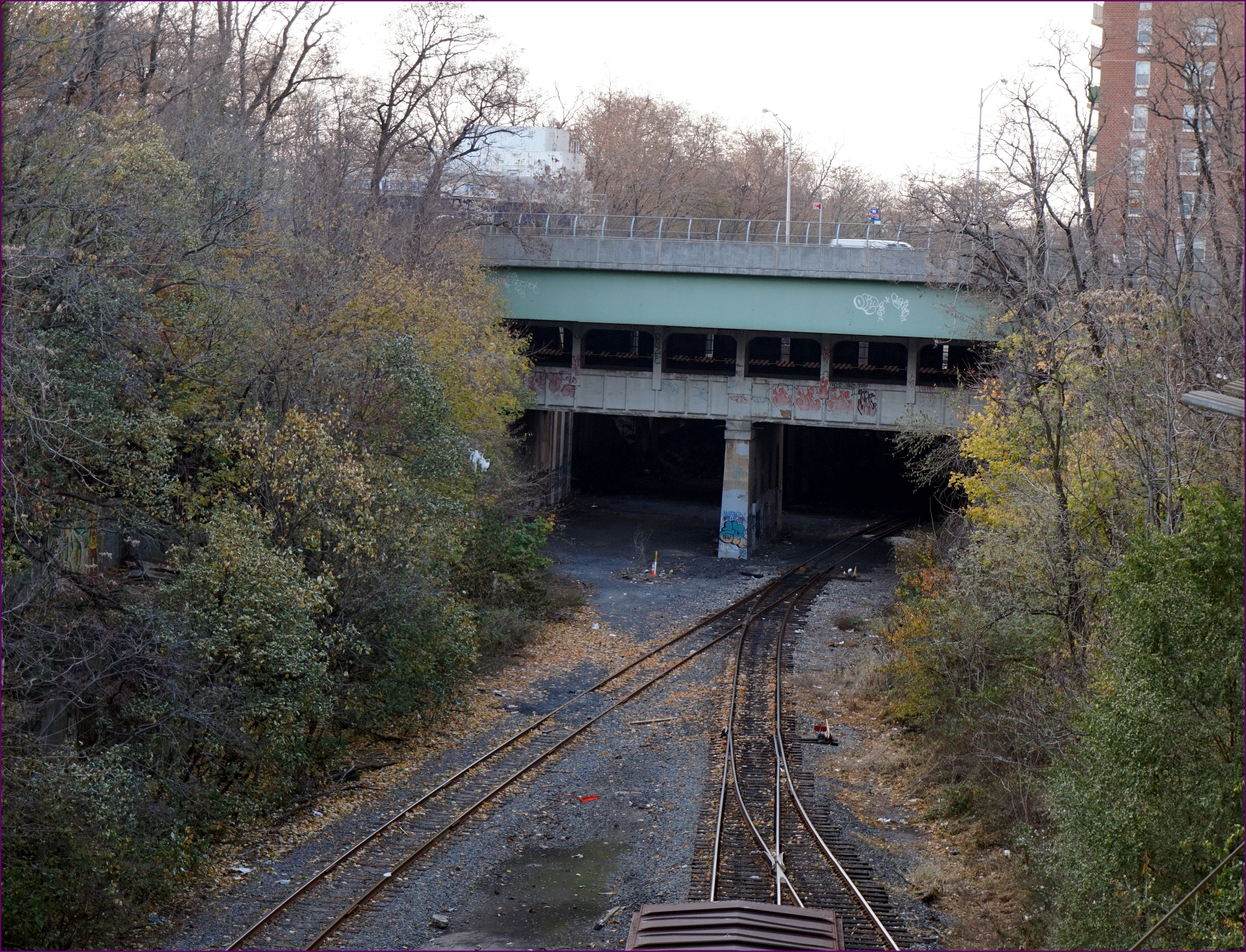
Мост над путями LIRR. Верхний ярус моста служит проезжей частью Четвёртой авеню, а нижний — путями метро

Проходящие по линии маршруты в зависимости от дня недели и времени суток
| Корт-стрит — Джей-стрит — Метротек    | Часы пик | День (кроме часов пик) + вечер + выходные | Ночь  |
| ------------------------------------- | -------- | ----------------------------------------- | ----- |
| Локальные пути                        | R · W    | R                                         | N · R |
| — в пиковом направлении, часть рейсов |          |                                           |       |

| Атлантик-авеню — Барклайс-центр — 36-я улица | Часы пик | День (кроме часов пик) + вечер + выходные | Ночь      |
| -------------------------------------------- | -------- | ----------------------------------------- | --------- |
| Экспресс-пути                                | D · N    | D · N                                     | —         |
| Локальные пути                               | R · W    | R                                         | D · N · R |
| — в пиковом направлении, часть рейсов        |          |                                           |           |

| 45-я улица — 59-я улица               | Часы пик | День (кроме часов пик) + вечер + выходные | Ночь  |
| ------------------------------------- | -------- | ----------------------------------------- | ----- |
| Экспресс-пути                         | N        | N                                         | —     |
| Локальные пути                        | R · W    | R                                         | N · R |
| — в пиковом направлении, часть рейсов |          |                                           |       |

| Бей-Ридж-авеню — Бей-Ридж — 95-я улица | Круглосуточно |
| -------------------------------------- | ------------- |
| Локальные пути                         | R             |

| Условные обозначения |
| для дней и часов работы маршрутов (более точно указано во всплывающих подсказках при этих обозначениях): |
| --- |
| круглосуточно круглосуточно, кроме ночи круглосуточно, кроме будней днём (либо часов пик) в пиковом направлении в будни днём (и, возможно, вечером) в будни круглосуточно в часы пик в будни днём (либо в часы пик) в пиковом направлении в будни днём (либо в часы пик) в направлении, обратном пиковому в выходные ночью ночью и в выходные (и, возможно, вечером) нет движения поездов |

| N — ночью · N — ночью · R — круглосуточно · R — круглосуточно · W — в будни днём и вечером до 23:00 · W — в будни днём и вечером до 23:00 |  |  |  | J — круглосуточно · J — круглосуточно · Z — в часы пик в пиковом направлении · Z — в часы пик в пиковом направлении |
| |  |  |  | |

| 2 — круглосуточно · 2 — круглосуточно · 3 — круглосуточно, кроме ночи · 3 — круглосуточно, кроме ночи | Боро-холл |
| 4 — круглосуточно · 4 — круглосуточно · 5 — в будни днём · 5 — в будни днём                           | Боро-холл |

| A — круглосуточно · A — круглосуточно · C — круглосуточно, кроме ночи · C — круглосуточно, кроме ночи · F — круглосуточно · F — круглосуточно · <F> — в часы пик в пиковом направлении · <F> — в часы пик в пиковом направлении | Джей-стрит — Метротек |

| N — ночью · N — ночью · R — круглосуточно · R — круглосуточно · W — в будни днём и вечером до 23:00 · W — в будни днём и вечером до 23:00 |  |  |  | J — круглосуточно · J — круглосуточно · Z — в часы пик в пиковом направлении · Z — в часы пик в пиковом направлении |
| |  |  |  | |

| 2 — круглосуточно · 2 — круглосуточно · 3 — круглосуточно, кроме ночи · 3 — круглосуточно, кроме ночи | Боро-холл |
| 4 — круглосуточно · 4 — круглосуточно · 5 — в будни днём · 5 — в будни днём                           | Боро-холл |

| A — круглосуточно · A — круглосуточно · C — круглосуточно, кроме ночи · C — круглосуточно, кроме ночи · F — круглосуточно · F — круглосуточно · <F> — в часы пик в пиковом направлении · <F> — в часы пик в пиковом направлении | Джей-стрит — Метротек |

| Станция                                                                                               | Доступ для людей с ограниченными возможностями                                                | Тип (по данным MTA)                                                                           | Пути у платформ                                                                               | Дата открытия | Дата закрытия | Пересадки |
| --- | --------------------------------------------------------------------------------------------- | --------------------------------------------------------------------------------------------- | --------------------------------------------------------------------------------------------- | --- | --- | --- |
| МанхэттенМанхэттенский мостБруклин                                                                    |                                                                                               |                                                                                               |                                                                                               | | | |
| Линия образуется слиянием проходящих по мосту вместе ветки линии Бродвея и линии Шестой авеню         | Линия образуется слиянием проходящих по мосту вместе ветки линии Бродвея и линии Шестой авеню | Линия образуется слиянием проходящих по мосту вместе ветки линии Бродвея и линии Шестой авеню | Линия образуется слиянием проходящих по мосту вместе ветки линии Бродвея и линии Шестой авеню | Линия образуется слиянием проходящих по мосту вместе ветки линии Бродвея и линии Шестой авеню                     | N — круглосуточно, кроме ночи · N — круглосуточно, кроме ночи · Q — круглосуточно · Q — круглосуточно · B — в будни днём и вечером до 23:00 · B — в будни днём и вечером до 23:00 · D — круглосуточно · D — круглосуточно | N — круглосуточно, кроме ночи · N — круглосуточно, кроме ночи · Q — круглосуточно · Q — круглосуточно · B — в будни днём и вечером до 23:00 · B — в будни днём и вечером до 23:00 · D — круглосуточно · D — круглосуточно |
| Мертл-авеню                                                                                           |                                                                                               | подземная                                                                                     | лок.                                                                                          | 22 июня 1915 | 16 июля 1956 | |
| N — круглосуточно, кроме ночи · N — круглосуточно, кроме ночи · Q — круглосуточно · Q — круглосуточно |                                                                                               |                                                                                               |                                                                                               | B — в будни днём и вечером до 23:00 · B — в будни днём и вечером до 23:00 · D — круглосуточно · D — круглосуточно | | |
| |                                                                                               |                                                                                               |                                                                                               | | | |

| N — круглосуточно, кроме ночи · N — круглосуточно, кроме ночи · Q — круглосуточно · Q — круглосуточно |  |  |  | B — в будни днём и вечером до 23:00 · B — в будни днём и вечером до 23:00 · D — круглосуточно · D — круглосуточно |
| |  |  |  | |

|  |  |

|  |

|  |  |

|  |

| B — в будни днём и вечером до 23:00 · B — в будни днём и вечером до 23:00 · D — ночью · D — ночью · N — ночью · N — ночью · Q — круглосуточно · Q — круглосуточно · R — круглосуточно · R — круглосуточно · W — часть рейсов в часы пик в пиковом направлении · W — часть рейсов в часы пик в пиковом направлении |
| На этой станции даны единым списком маршруты обеих линий, проходящих через неё |

|  |  | |
|  |  | B — в будни днём и вечером до 23:00 · B — в будни днём и вечером до 23:00 · Q — круглосуточно · Q — круглосуточно |
|  |  | |

| 2 — круглосуточно · 2 — круглосуточно · 3 — круглосуточно, кроме ночи · 3 — круглосуточно, кроме ночи · 4 — круглосуточно · 4 — круглосуточно · 5 — в будни днём · 5 — в будни днём | Атлантик-авеню — Барклайс-центр |
| B — в будни днём и вечером до 23:00 · B — в будни днём и вечером до 23:00 · Q — круглосуточно · Q — круглосуточно                                                                   | Атлантик-авеню — Барклайс-центр |
| вокзал Атлантик[англ.] |                                 |

| F — круглосуточно · F — круглосуточно · G — круглосуточно · G — круглосуточно | Четвёртая авеню |

|  |  |                                       |
|  |  | D — круглосуточно · D — круглосуточно |
|  |  |                                       |

|  |  | |
|  |  | N — круглосуточно · N — круглосуточно · W — часть рейсов в часы пик в пиковом направлении · W — часть рейсов в часы пик в пиковом направлении |
|  |  | |

| B — в будни днём и вечером до 23:00 · B — в будни днём и вечером до 23:00 · D — ночью · D — ночью · N — ночью · N — ночью · Q — круглосуточно · Q — круглосуточно · R — круглосуточно · R — круглосуточно · W — часть рейсов в часы пик в пиковом направлении · W — часть рейсов в часы пик в пиковом направлении |
| На этой станции даны единым списком маршруты обеих линий, проходящих через неё |

|  |  | |
|  |  | B — в будни днём и вечером до 23:00 · B — в будни днём и вечером до 23:00 · Q — круглосуточно · Q — круглосуточно |
|  |  | |

| 2 — круглосуточно · 2 — круглосуточно · 3 — круглосуточно, кроме ночи · 3 — круглосуточно, кроме ночи · 4 — круглосуточно · 4 — круглосуточно · 5 — в будни днём · 5 — в будни днём | Атлантик-авеню — Барклайс-центр |
| B — в будни днём и вечером до 23:00 · B — в будни днём и вечером до 23:00 · Q — круглосуточно · Q — круглосуточно                                                                   | Атлантик-авеню — Барклайс-центр |
| вокзал Атлантик[англ.] |                                 |

| F — круглосуточно · F — круглосуточно · G — круглосуточно · G — круглосуточно | Четвёртая авеню |

|  |  |                                       |
|  |  | D — круглосуточно · D — круглосуточно |
|  |  |                                       |

|  |  | |
|  |  | N — круглосуточно · N — круглосуточно · W — часть рейсов в часы пик в пиковом направлении · W — часть рейсов в часы пик в пиковом направлении |
|  |  | |